# Ventimiglia di Sicilia
Ventimiglia di Sicilia település Olaszországban, Szicília régióban, Palermo megyében. Lakosainak száma 1824 fő (2023. január 1.). Ventimiglia di Sicilia Baucina, Bolognetta, Caccamo, Ciminna és Casteldaccia községekkel határos.

## Népesség
A település lakossága az elmúlt években az alábbi módon változott:
| Lakosok száma | 1925 | 1890 | 1824 |
|               | 2017 | 2018 | 2023 |